# Anjouanella
Anjouanella is een monotypisch geslacht van spinnen uit de  familie van de Mysmenidae.

## Soorten
- Anjouanella comorensis Baert, 1986